# ثنائي هيدروكوينين
ثنائي هيدروكوينين، ويعرف أيضا باسم هيدروكوينين، هو مركب عضوي من أشباه قلويات السنكونا ويرتبط إلى حد بعيد بالكوينين.